# Plaisance (Dordogne)
Pour les articles homonymes, voir Plaisance.
Plaisance est une commune française située dans le département de la Dordogne, en région Nouvelle-Aquitaine.
Elle a été créée en 1973 par la fusion des trois communes de Falgueyrat, Mandacou et Eyrenville, cette dernière devenant le chef-lieu de Plaisance.

## Géographie

### Généralités
Dans l'extrême sud du département de la Dordogne, en Bergeracois, la commune de Plaisance est bordée au sud par le Dropt qui marque la limite avec le département voisin de Lot-et-Garonne.
Plaisance est une commune qui en regroupe trois anciennes : Eyrenville, Falgueyrat et Mandacou et la mairie est implantée au lieu-dit la Halte d'Eyrenville où se croisent la route nationale 21 et la route départementale (RD) 25. La mairie est située, en distances orthodromiques, dix-huit kilomètres au sud-sud-est du centre-ville de Bergerac et vingt kilomètres au sud-ouest de Lalinde.
Le territoire communal est également desservi par la RD 15.
Entre Saint-Perdoux et Saint-Quentin-du-Dropt, un tronçon commun aux sentiers de grande randonnée GR 636 et GR 654 Est parcourt la commune sur sept kilomètres.
| - OpenStreetMap Limite communale |

### Communes limitrophes
Plaisance est limitrophe de neuf communes dont trois dans le département de Lot-et-Garonne.
| Saint-Perdoux                                   | Monsaguel                | Issigeac                                |
| Saint-Capraise-d'Eymet, Saint-Aubin-de-Cadelech | Plaisance                | Monmarvès                               |
| Lalandusse (Lot-et-Garonne)                     | Cahuzac (Lot-et-Garonne) | Saint-Quentin-du-Dropt (Lot-et-Garonne) |

### Géologie et relief

#### Géologie
Situé sur la plaque nord du Bassin aquitain et bordé à son extrémité nord-est par une frange du Massif central, le département de la Dordogne présente une grande diversité géologique. Les terrains sont disposés en profondeur en strates régulières, témoins d'une sédimentation sur cette ancienne plate-forme marine. Le département peut ainsi être découpé sur le plan géologique en quatre gradins différenciés selon leur âge géologique. Plaisance est située dans le quatrième gradin à partir du nord-est, un plateau formé de dépôts siliceux-gréseux et de calcaires lacustres de l'ère tertiaire.
Les couches affleurantes sur le territoire communal sont constituées de formations superficielles du Quaternaire et de roches sédimentaires datant du Cénozoïque. La formation la plus ancienne, notée e6b, se compose de molasses inférieures (faciès argileux dominant)  (Bartonien supérieur continental). La formation la plus récente, notée Fy3-z, fait partie des formations superficielles de type alluvions subactuelles à actuelles. Le descriptif de ces couches est détaillé dans  la feuille « no 830 - Eymet » de la carte géologique au 1/50 000 de la France métropolitaine, et sa notice associée.

Carte géologique de Plaisance.

#### Relief et paysages
Le département de la Dordogne se présente comme un vaste plateau incliné du nord-est (491 m, à la forêt de Vieillecour dans le Nontronnais, à Saint-Pierre-de-Frugie) au sud-ouest (2 m à Lamothe-Montravel). L'altitude du territoire communal varie quant à elle entre 57 m et 157 m,.
Dans le cadre de la Convention européenne du paysage entrée en vigueur en France le 1er juillet 2006, renforcée par la loi du 8 août 2016 pour la reconquête de la biodiversité, de la nature et des paysages, un atlas des paysages de la Dordogne a été élaboré sous maîtrise d’ouvrage de l’État et publié en octobre 2020. Les paysages du département s'organisent en huit unités paysagères et 14 sous-unités. La commune est dans le Bergeracois, une région naturelle présentant un relief contrasté, avec les deux grandes vallées de la Dordogne et du Dropt séparées par un plateau plus ou moins vallonné, dont la pente générale s’incline doucement d’est en ouest. Ce territoire offre des paysages ouverts qui tranchent avec les paysages périgourdins. Il est composé de vignes, vergers et cultures,.
La superficie cadastrale de la commune publiée par l'Insee, qui sert de référence dans toutes les statistiques, est de 24,75 km2,,. La superficie géographique, issue de la BD Topo, composante du Référentiel à grande échelle produit par l'IGN, est quant à elle de 25,05 km2.

### Hydrographie

#### Réseau hydrographique
La commune est située dans le bassin de la Garonne au sein du Bassin Adour-Garonne. Elle est drainée par le Dropt, la Banège, le Courbarieux, la Cendronne, le Mauroux et par divers petits cours d'eau, qui constituent un réseau hydrographique de 36 km de longueur totale,.
Le Dropt, d'une longueur totale de 132,47 km, prend sa source dans la commune de Capdrot et se jette en rive droite de la Garonne en limite de Caudrot et de Casseuil, face à Barie,
. Il borde la commune au sud sur près de six kilomètres, face à Cahuzac et Lalandusse.
Son affluent de rive droite le Mauroux arrose le territoire communal sur près de quatre kilomètres et demi, dont trois kilomètres et demi au sud-ouest servent de limite communale et départementale avec Saint-Quentin-du-Dropt.
La Banège, d'une longueur totale de 17,6 km, prend sa source à Bardou et se jette dans le Dropt en rive droite à Plaisance, face à Cahuzac,. Elle traverse la commune du nord-est au sud sur plus de huit kilomètres et demi.
Son affluent de rive droite le Courbarieux arrose la commune à l'ouest sur près de six kilomètres, servant en grande partie de limite naturelle avec Saint-Capraise-d'Eymet.
La Cendronne, autre affluent de rive droite de la Banège, arrose le nord du territoire communal sur plus de deux kilomètres dont 350 mètres en limite de Monsaguel.

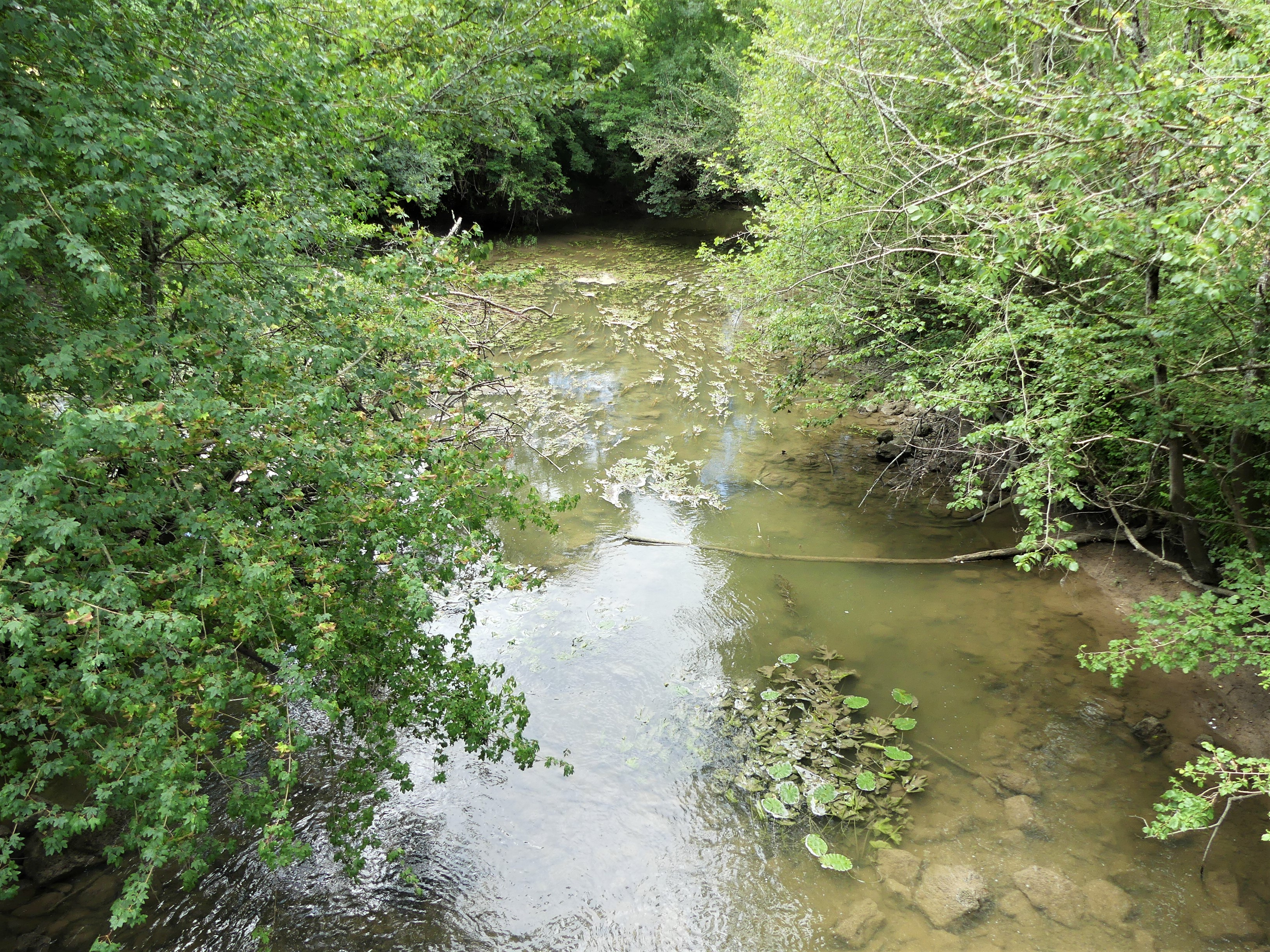
Le Dropt entre Queyrels (commune de Lalandusse, Lot-et-Garonne, à gauche) et Falgueyrat.
Réseaux hydrographique et routier de Plaisance.

#### Gestion et qualité des eaux
Le territoire communal est couvert par le schéma d'aménagement et de gestion des eaux (SAGE) « Dropt ». Ce document de planification, dont le territoire correspond au bassin versant du Dropt, d'une superficie de 1 522 km2, a été approuvé le 13 janvier 2022. La structure porteuse de l'élaboration et de la mise en œuvre est le syndicat mixte EPIDROPT. Il définit sur son territoire les objectifs généraux d’utilisation, de mise en valeur et de protection quantitative et qualitative des ressources en eau superficielle et souterraine, en respect des objectifs de qualité définis dans le troisième SDAGE  du Bassin Adour-Garonne qui couvre la période 2022-2027, approuvé le 10 mars 2022.
La qualité des eaux de baignade et des cours d’eau peut être consultée sur un site dédié géré par les agences de l’eau et l’Agence française pour la biodiversité.

### Climat
Pour des articles plus généraux, voir Climat de la Nouvelle-Aquitaine et Climat de la Dordogne.
Historiquement, la commune est exposée à un climat océanique aquitain.  
En 2020, Météo-France publie une typologie des climats de la France métropolitaine dans laquelle la commune est dans une zone de transition entre le climat océanique et le climat océanique altéré et est dans la région climatique  Aquitaine, Gascogne, caractérisée par une pluviométrie abondante au printemps, modérée en automne, un faible ensoleillement au printemps, un été chaud (19,5 °C), des vents faibles, des brouillards fréquents en automne et en hiver et des orages fréquents en été (15 à 20 jours).
Pour la période 1971-2000, la température annuelle moyenne est de 12,8 °C, avec  une amplitude thermique annuelle de 15,4 °C. Le cumul annuel moyen de précipitations est de 825 mm, avec 11,4 jours de précipitations en janvier et 6,7 jours en juillet. Pour la période 1991-2020, la température moyenne annuelle observée sur la station météorologique la plus proche, située sur la commune de Bergerac à 17 km à vol d'oiseau, est de 13,2 °C et le cumul annuel moyen de précipitations est de 792,9 mm,. Pour l'avenir, les paramètres climatiques de la commune estimés pour 2050 selon différents scénarios d’émission de gaz à effet de serre sont consultables sur un site dédié publié par Météo-France en novembre 2022.

## Urbanisme

### Typologie
Au 1er janvier 2024, Plaisance est catégorisée commune rurale à habitat très dispersé, selon la nouvelle grille communale de densité à 7 niveaux définie par l'Insee en 2022.
Elle est située hors unité urbaine. Par ailleurs la commune fait partie de l'aire d'attraction de Bergerac, dont elle est une commune de la couronne,. Cette aire, qui regroupe 73 communes, est catégorisée dans les aires de 50 000 à moins de 200 000 habitants,.

### Occupation des sols
L'occupation des sols de la commune, telle qu'elle ressort de la base de données européenne d’occupation biophysique des sols Corine Land Cover (CLC), est marquée par l'importance des territoires agricoles (92,3 % en 2018), une proportion sensiblement équivalente à celle de 1990 (92,5 %). La répartition détaillée en 2018 est la suivante : 
terres arables (64,6 %), zones agricoles hétérogènes (23,1 %), forêts (6,3 %), prairies (4,7 %), mines, décharges et chantiers (1,4 %). L'évolution de l’occupation des sols de la commune et de ses infrastructures peut être observée sur les différentes représentations cartographiques du territoire : la carte de Cassini (XVIIIe siècle), la carte d'état-major (1820-1866) et les cartes ou photos aériennes de l'IGN pour la période actuelle (1950 à aujourd'hui).

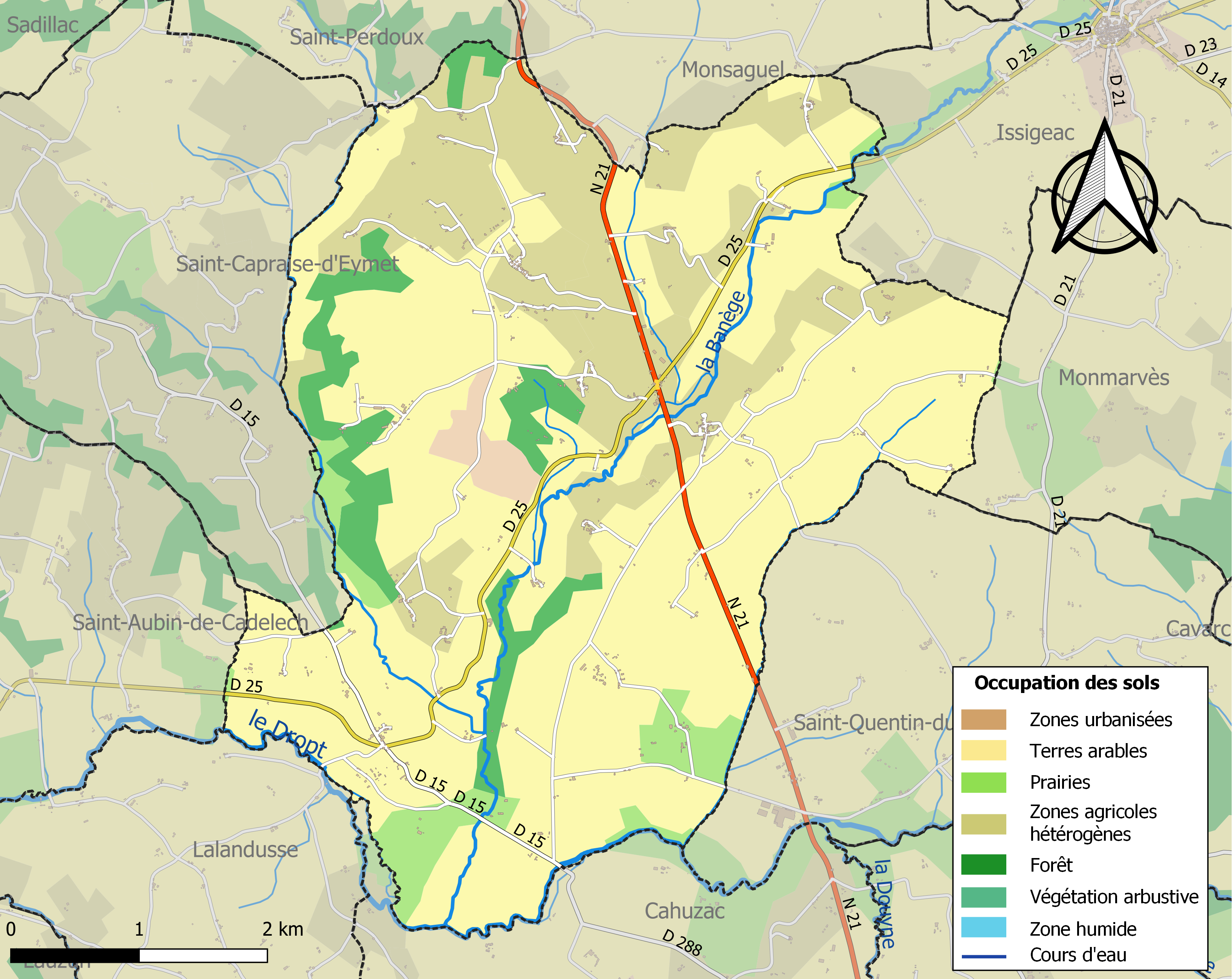
Carte des infrastructures et de l'occupation des sols de la commune en 2018 (CLC).

### Villages, hameaux et lieux-dits
Le nom de Plaisance n'est que celui d'un hameau, sur la route nationale 21, où est implantée la mairie de la commune.
Les toponymes communaux sont ceux des trois anciennes communes : Eyrenville, Falgueyrat et Mandacou.

### Prévention des risques
Le territoire de la commune de Plaisance est vulnérable à différents aléas naturels : météorologiques (tempête, orage, neige, grand froid, canicule ou sécheresse), inondations, feux de forêts, mouvements de terrains et séisme (sismicité très faible). Il est également exposé à un risque technologique, le transport de matières dangereuses. Un site publié par le BRGM permet d'évaluer simplement et rapidement les risques d'un bien localisé soit par son adresse soit par le numéro de sa parcelle.

#### Risques naturels
Certaines parties du territoire communal sont susceptibles d’être affectées par le risque d’inondation par débordement de cours d'eau, notamment le Dropt et la Banège. La commune a été reconnue en état de catastrophe naturelle au titre des dommages causés par les inondations et coulées de boue survenues en 1982 et 1999,. Le risque inondation est pris en compte dans l'aménagement du territoire de la commune par le biais du plan de prévention des risques inondation (PPRI) de la « vallée du Dropt », couvrant 5 communes, prescrit le 19 février 2013 et approuvé le 19 janvier 2015, pour les crues du Dropt,.
Plaisance est exposée au risque de feu de forêt. L’arrêté préfectoral du 14 mars 2013 fixe les conditions de pratique des incinérations et de brûlage dans un objectif de réduire le risque de départs d’incendie. À ce titre, des périodes sont déterminées : interdiction totale du 15 février au 15 mai et du 15 juin au 15 octobre, utilisation réglementée du 16 mai au 14 juin et du 16 octobre au 14 février. En septembre 2020, un plan inter-départemental de protection des forêts contre les incendies (PidPFCI) a été adopté pour la période 2019-2029,.

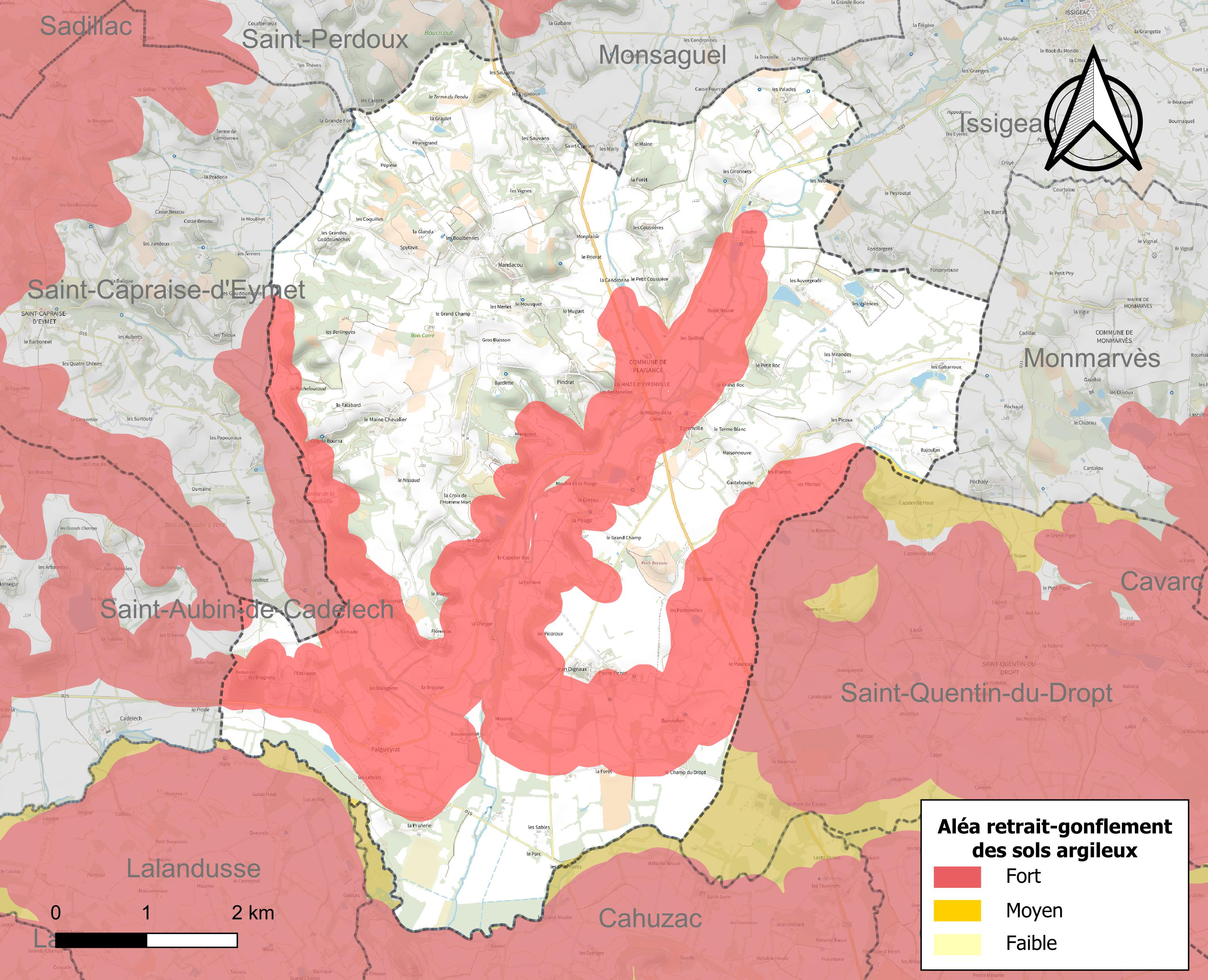
Carte des zones d'aléa retrait-gonflement des sols argileux de Plaisance.

Les mouvements de terrains susceptibles de se produire sur la commune sont des tassements différentiels. Le retrait-gonflement des sols argileux est susceptible d'engendrer des dommages importants aux bâtiments en cas d’alternance de périodes de sécheresse et de pluie. 34,7 % de la superficie communale est en aléa moyen ou fort (58,6 % au niveau départemental et 48,5 % au niveau national métropolitain). Depuis le 1er octobre 2020, en application de la loi ÉLAN, différentes contraintes s'imposent aux vendeurs, maîtres d'ouvrages ou constructeurs de biens situés dans une zone classée en aléa moyen ou fort,.
La commune a été reconnue en état de catastrophe naturelle au titre des dommages causés par la sécheresse en 1989 et 2011 et par des mouvements de terrain en 1999.

## Toponymie
Le nom de Plaisance n'est attesté qu'au XIXe siècle pour un hameau de la commune. C'est ce nom qui est repris en 1973 pour désigner la nouvelle commune issue de la fusion de trois autres. Il peut correspondre à une demeure agréable ou à un lieu bien situé.
En occitan, la commune porte le nom de Plasença.

## Histoire
Par arrêté préfectoral du 1er décembre 1972, les communes de Falgueyrat, Eyrenville et Mandacou s'associent au 1er janvier 1973 en fusion-association sous le nom de Plaisance. Le chef-lieu de commune est alors fixé à Eyrenville.
La fusion-association, sorte d'intercommunalité avant l'heure, est un régime juridique qui permet théoriquement à chaque commune associée :
- de conserver une section électorale distincte ;
- de conserver un maire-délégué par commune ;
- de conserver une mairie annexe ;
- de tenir son propre registre d'état-civil ;
- de fixer son propre taux pour les quatre taxes de base (taxe foncière, taxe foncier non bâti, taxe d'habitation, taxe professionnelle) ;
- de créer une commission consultative par commune (composée des membres de la commune élus au conseil municipal et d’habitants désignés et/ou volontaires).

Le conseil municipal issu des élections du 9 mars 2008 a considéré que cette fusion-association, bien ancrée dans le quotidien des trois communes associées, avait évolué dans les faits vers le régime juridique de la fusion simple :
- une seule mairie, sise au lieu-dit Plaisance ; aucune mairie annexe ;
- un seul registre d’état-civil ;
- le taux de chacune des quatre taxes unifié sur l’ensemble des trois communes associées ;
- aucune commission consultative.

Ne subsistait alors que le sectionnement électoral et la pittoresque tradition des trois urnes dans le bureau de vote.
Ce constat étant fait, l'équipe municipale a engagé une démarche de fusion simple auprès des autorités préfectorales.
Les habitants de Falgueyrat et de Mandacou ont été consultés par référendum le 17 janvier 2010, tandis que ceux d'Eyrenville, déjà chef-lieu de la fusion-association, n'ont pas voté.
Avec 32 votes favorables sur 37 exprimés à Falgueyrat et 76 sur 84 à Mandacou, la fusion simple est entérinée et prend effet le 1er janvier 2011.

## Politique et administration

### Administration municipale
La population de la commune étant comprise entre 100 et 499 habitants au recensement de 2017, onze conseillers municipaux ont été élus en 2020,.

### Liste des maires
| Période                                  | Période   | Identité            | Étiquette | Qualité            |
| ---------------------------------------- | --------- | ------------------- | --------- | ------------------ |
| Les données manquantes sont à compléter. |           |                     |           |                    |
|                                          |           |                     |           |                    |
| 1989                                     | mars 2008 | Jean Pitou          |           |                    |
| mars 2008                                | mars 2014 | Huguette Thomassin  | SE        | Retraitée agricole |
| mars 2014 (réélue en mai 2020)           | En cours  | Christine Chapotard |           |                    |

## Équipements et services publics

### Justice
Dans le domaine judiciaire, Plaisance relève : 
- du tribunal judiciaire, du tribunal pour enfants, du conseil de prud'hommes et du tribunal de commerce de Bergerac ;
- du pôle Nationalité du tribunal judiciaire de Périgueux (compétent uniquement dans le domaine de la nationalité) ;
- de la cour d'appel, du tribunal administratif et de la  cour administrative d'appel de Bordeaux.

## Population et société

### Démographie
Jusqu'en 1972, les trois communes d'Eyrenville, Falgueyrat et Mandacou étaient indépendantes. Leur regroupement a donné naissance à la commune de Plaisance au 1er janvier 1973.
Les habitants de Plaisance se nomment les Plaisanciers.

#### Après la fusion-association des communes
L'évolution du nombre d'habitants est connue à travers les recensements de la population effectués dans la commune depuis 1975. Pour les communes de moins de 10 000 habitants, une enquête de recensement portant sur toute la population est réalisée tous les cinq ans, les populations de référence des années intermédiaires étant quant à elles estimées par interpolation ou extrapolation. Pour la commune, le premier recensement exhaustif entrant dans le cadre du nouveau dispositif a été réalisé en 2006.

En 2022, la commune comptait 410 habitants, en évolution de −3,76 % par rapport à 2016 (Dordogne : +0,37 %, France hors Mayotte : +2,11 %).
| 1975 | 1982 | 1990 | 1999 | 2006 | 2011 | 2016 | 2021 | 2022 |
| ---- | ---- | ---- | ---- | ---- | ---- | ---- | ---- | ---- |
| 421  | 406  | 392  | 410  | 469  | 444  | 426  | 417  | 410  |

## Économie

### Emploi
En 2015, parmi la population communale comprise entre 15 et 64 ans, les actifs représentent 198 personnes, soit 46,0 % de la population municipale. Le nombre de chômeurs (31) a augmenté par rapport à 2010 (22) et le taux de chômage de cette population active s'établit à 15,8 %.

### Établissements
Au 31 décembre 2015, la commune compte soixante-quatre établissements, dont trente au niveau des commerces, transports ou services, seize dans l'agriculture, la sylviculture ou la pêche, neuf dans la construction, cinq relatifs au secteur administratif, à l'enseignement, à la santé ou à l'action sociale, et quatre dans l'industrie.

## Culture locale et patrimoine

### Lieux et monuments
- Le château de la Grèze, à Eyrenville[62]
- L'église Sainte-Marie-Madeleine d'Eyrenville[63].
- L'église Saint-Jean de Falgueyrat, qui dépendait de la commanderie de l'ordre de Saint-Jean de Montguyard[63],[64].
- L'église Saint-Pierre-ès-Liens de Mandacou[63].

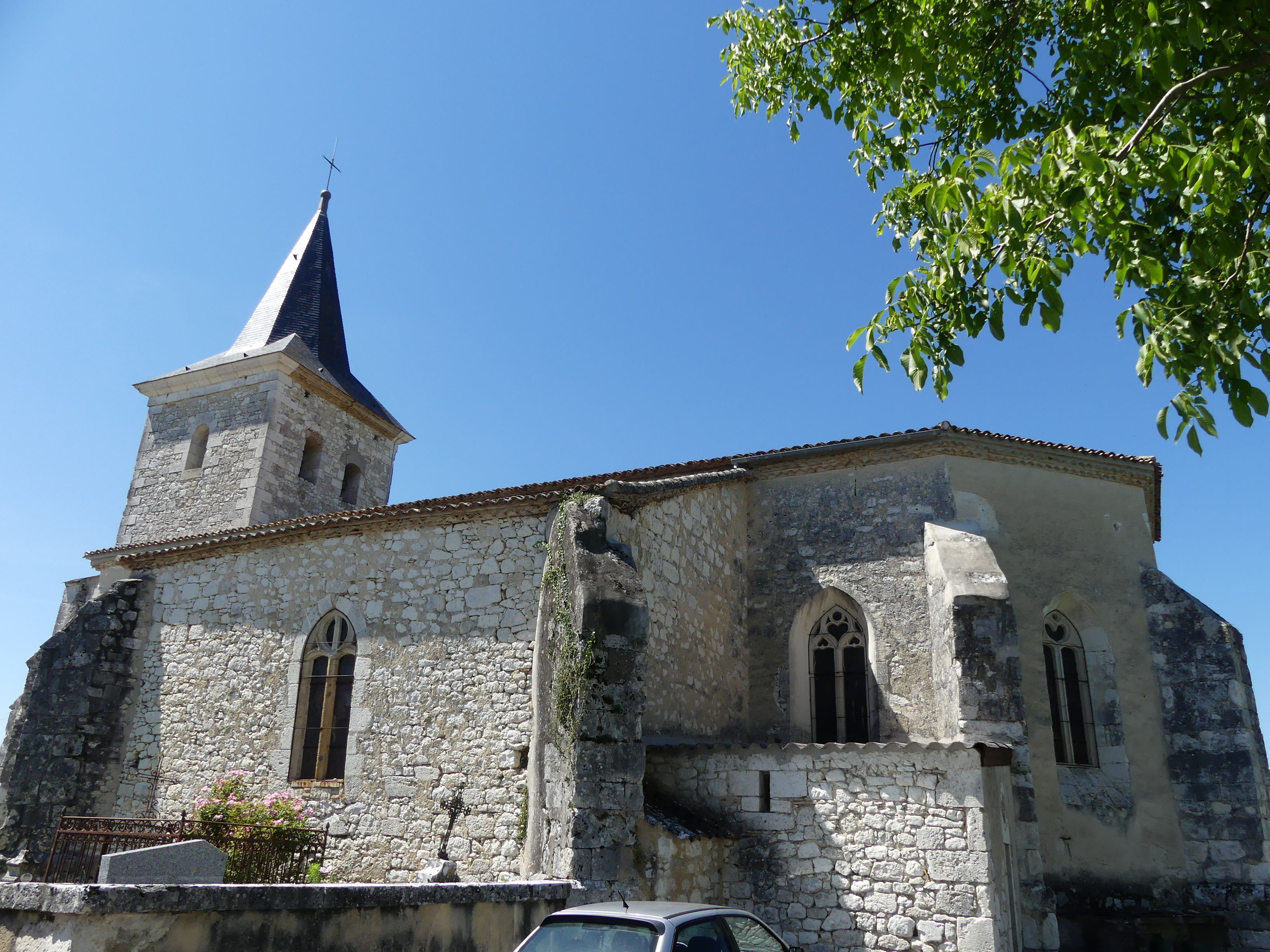
L'église d'Eyrenville.
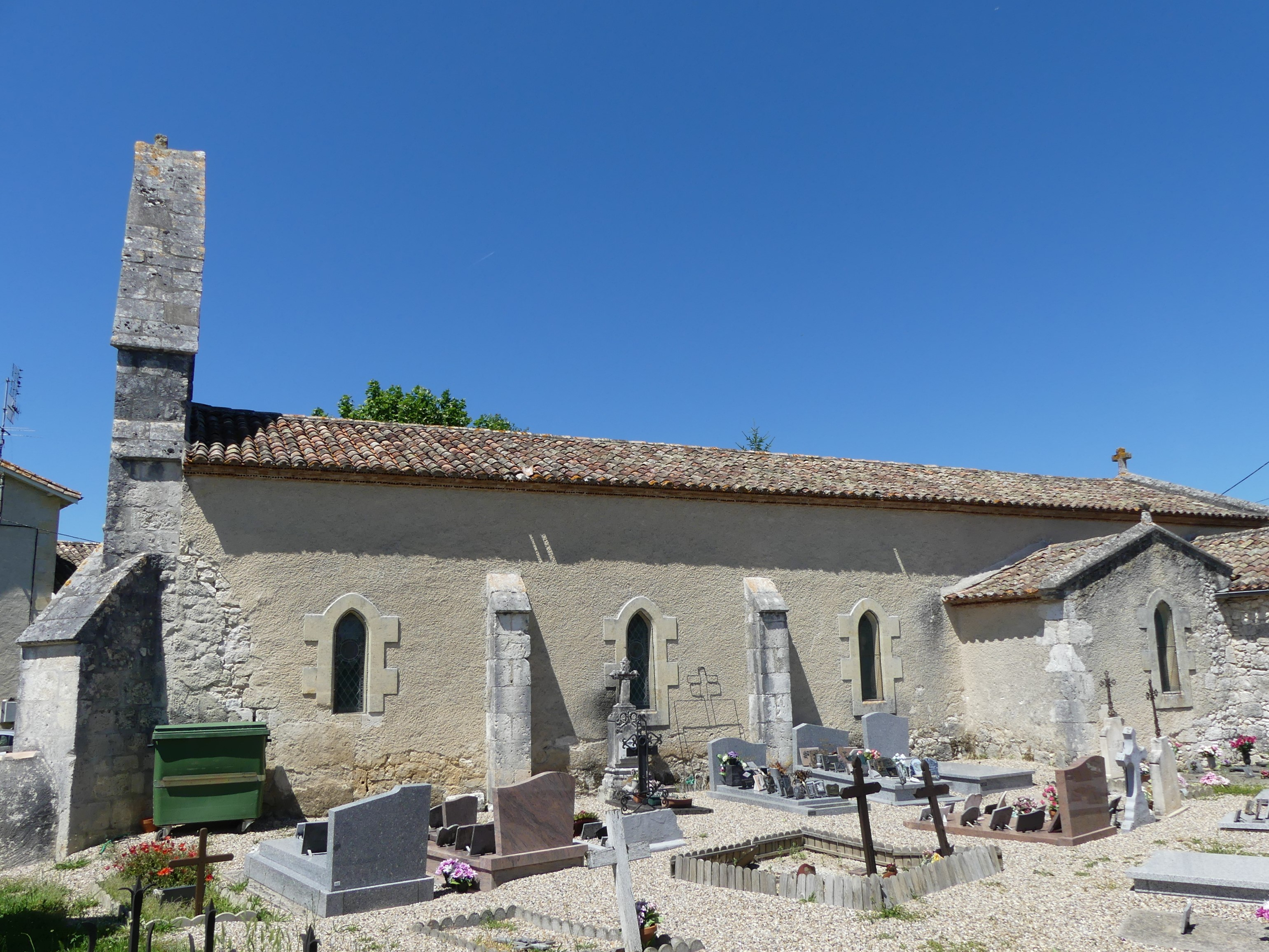
L'église de Falgueyrat.
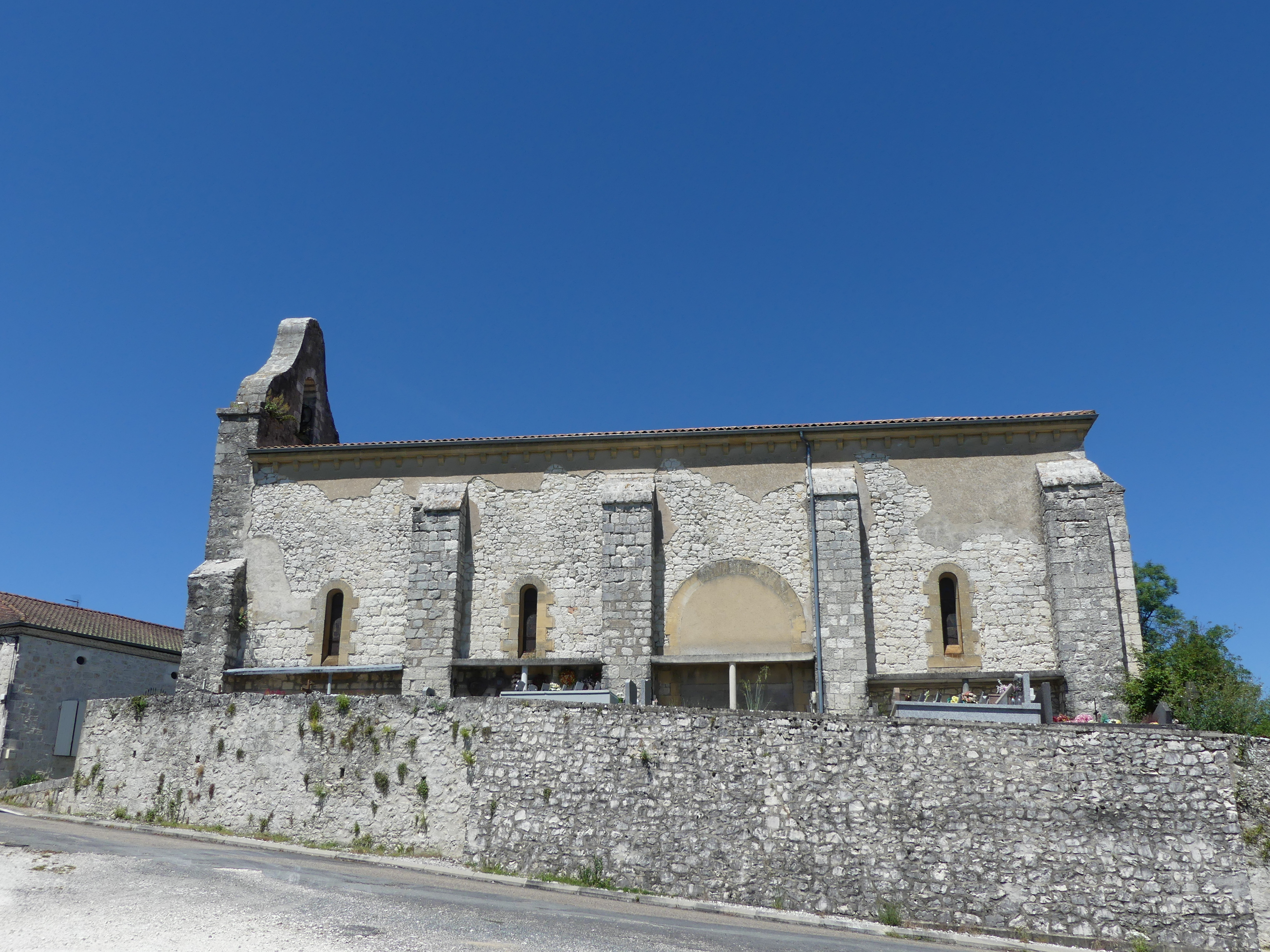
L'église de Mandacou.

### Personnalités liées à la commune
Ernest Esclangon (1876-1954), astronome et mathématicien français, inventeur de l'horloge parlante, a fini sa vie à Eyrenville (Plaisance).
Michel Jeury, écrivain né en 1934, y a écrit son roman phare, Le Temps incertain (Grand prix de la science-fiction 1974), commencé à Florensac (Falgueyrat) et terminé à la Grèze (Eyrenville).

## Pour approfondir